# Georgij Dobrovolskij
Georgij Timofejevitj Dobrovolskij (ryska: Георгий Тимофеевич Добровольский), född 1 juni 1928, död 29 juni 1971, var en sovjetisk rymdfarare och befälhavare för tremannabesättningen på rymdfarkosten Sojuz 11. Denna besättning blev den första ombord på den sovjetiska rymdstationen Saljut 1, men dog av kvävning på grund av en oavsiktligt öppnad ventil efter att man lämnat rymdstationen. De var de första människorna att dö ute i rymden.

## Biografi
Dobrovolskij, Viktor Patsajev och Vladislav Volkov flög på Sojuz 11-uppdraget och var världens tredje besättning som dog under en rymdflygning.
Efter ett normalt återinträde i jordens atmosfär öppnades kapseln och besättningen hittades död. Det upptäcktes att en ventil hade öppnats strax innan den lämnade omloppsbana som hade medfört att kapselns atmosfär försvann ut i rymden och kvävde besättningen.
Dobrovolskijs aska placerades i en urna i Kremlmurens nekropolis vid Röda torget i Moskva. Bland bårbärarna var Alexej Leonov (som varit huvudbefälhavaren planerad att starta Sojuz 11), Vladimir Sjatalov, Andrijan Nikolajev och den amerikanske astronauten Thomas P. Stafford. Dobrovolskij tilldelades postumt titeln Sovjetunionens hjälte, Leninorden och titeln Pilot-kosmonaut i Sovjetunionen.

## Eftermäle
Nedslagskratern Dobrovol'skiy på månen och asteroiden 1789 Dobrovolsky är uppkallade efter honom.